# Comuna Novooleksandrivka, Dolînska
Novooleksandrivka (în ucraineană Новоолександрівка) este o comună în raionul Dolînska, regiunea Kirovohrad, Ucraina, formată din satele Fedoro-Șuliciîne, Hurivske și Novooleksandrivka (reședința).

## Demografie
Componența lingvistică a comunei Novooleksandrivka
     Ucraineană (95,77%)
     Rusă (2,6%)
     Română (1,46%)
     Alte limbi (0,16%)
Conform recensământului din 2001, majoritatea populației comunei Novooleksandrivka era vorbitoare de ucraineană (95,77%), existând în minoritate și vorbitori de rusă (2,6%) și română (1,46%).